# Cressa abyssicola
Cressa abyssicola is een vlokreeftensoort uit de familie van de Cressidae. De wetenschappelijke naam van de soort werd in 1879 voor het eerst geldig gepubliceerd door Georg Ossian Sars.